# Lindsaeaceae
Famille
Synonymes
- Lindsaeoideae (Pic.Serm.) Crabbe, Jermy & Mickel[1]
- Dennstaedtiaceae Tribus Lindsaeeae Hook.[1]

Les Lindsaeaceae sont une famille de fougères pantropicale de l'ordre des Polypodiales. La famille contient environ 220 à plus de 300 espèces connues, dont certaines s'étendent également dans les régions plus tempérées de l'Asie orientale, de la Nouvelle-Zélande et de l'Amérique du Sud.

## Description

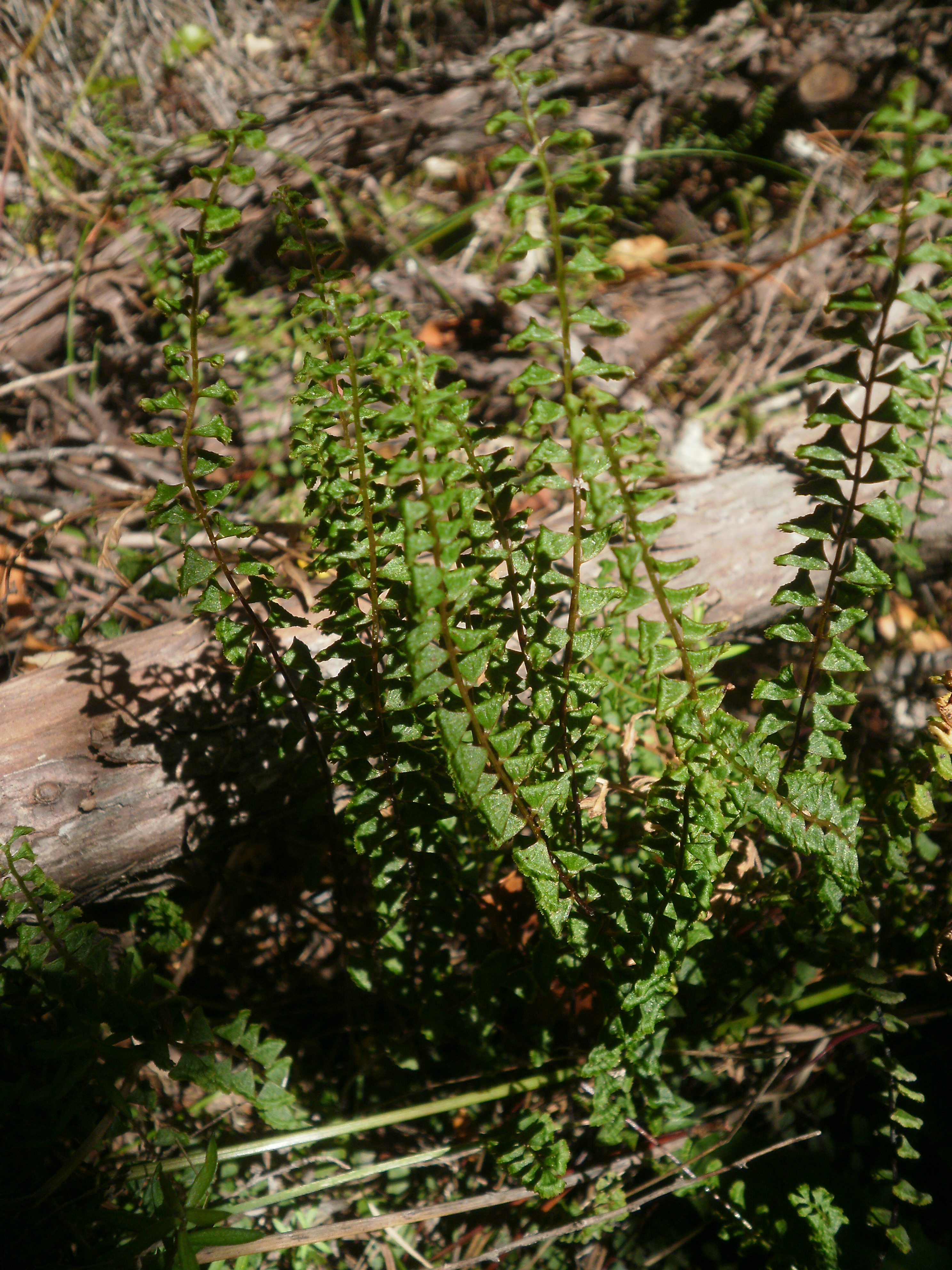
Lindsaea linearis.

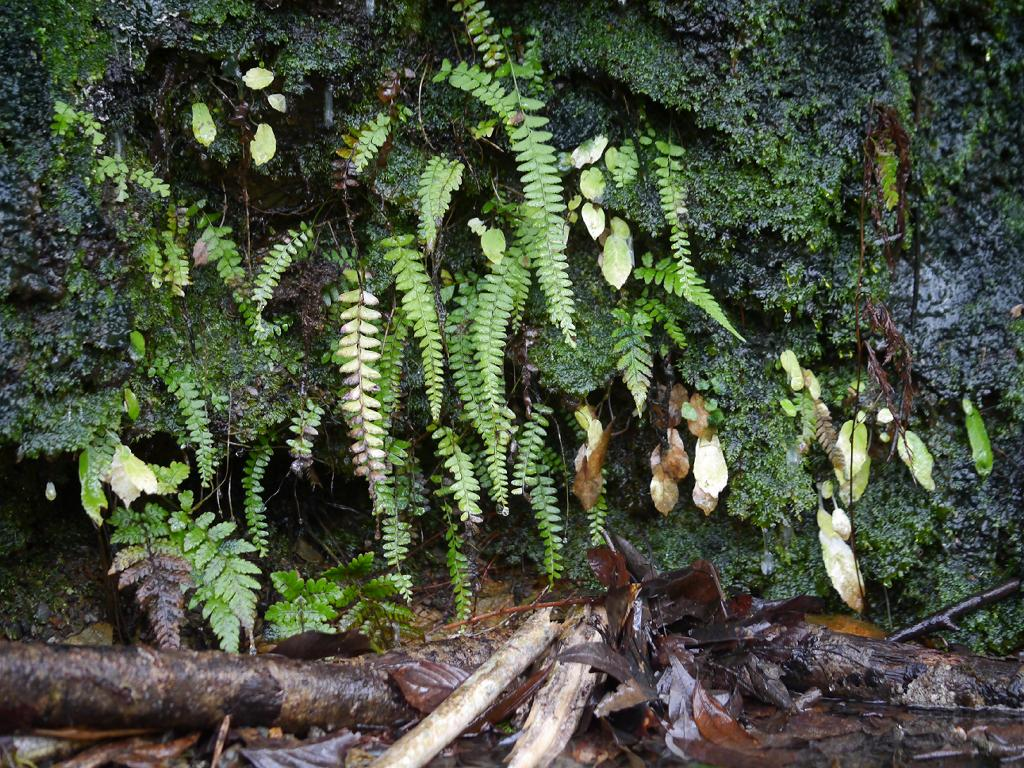
Lindsaea odorata.

La famille regroupe des fougères terrestres ou épiphytes. Les sporophytes sont vivaces ; le rhizome est courtement à longuement rampant ou grimpant, paléacé, le plus souvent à protostèle d'un type spécial, avec phloème interne mais sans endoderme interne, à symétrie radiale ou, surtout chez les espèces épiphytes, dorsiventrale. Quelques espèces de grande taille possèdent un rhizome solénostélique ; les paillettes sont triangulaires, souvent très longues et étroites, simulant des poils.

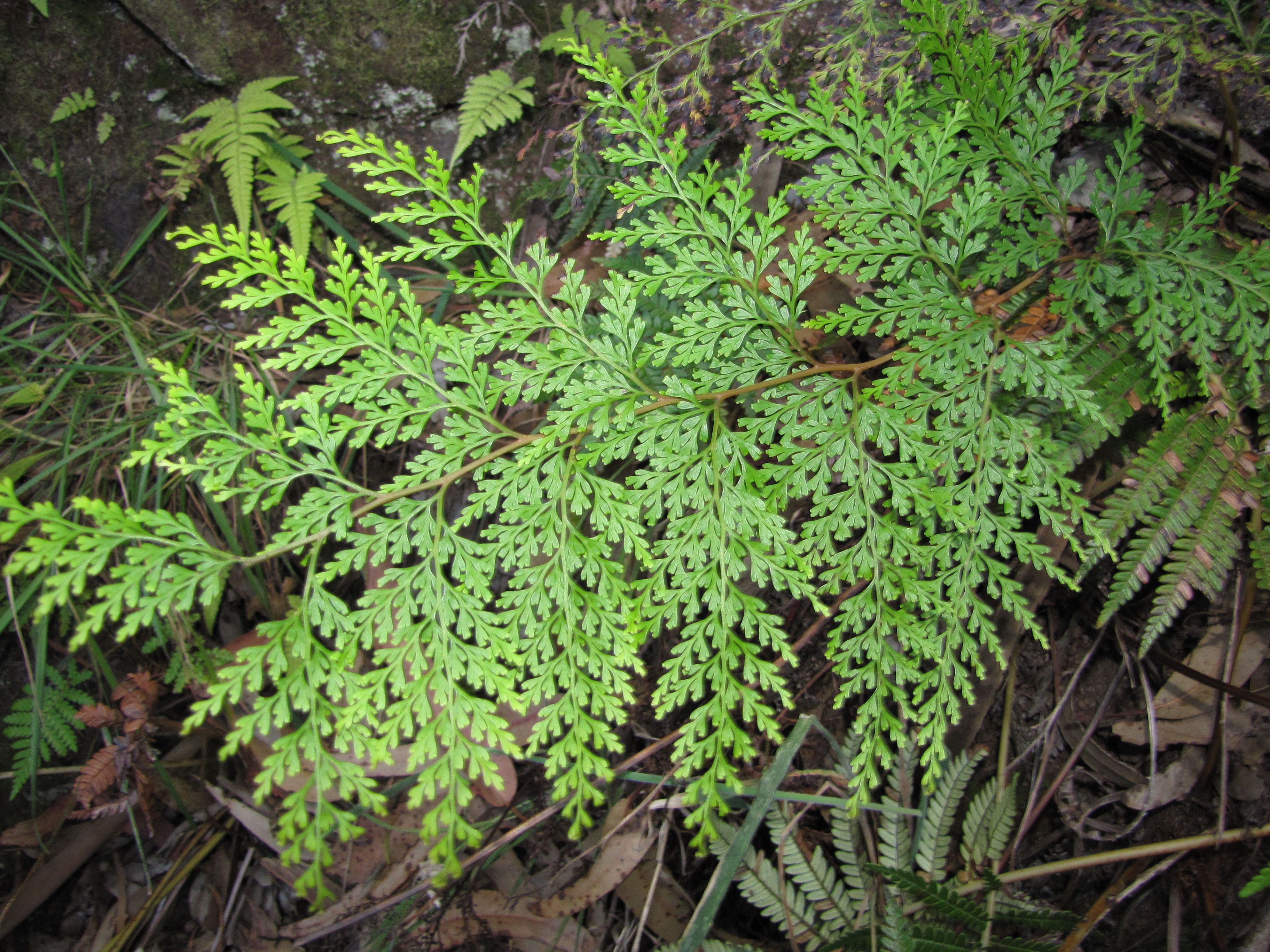
Odontosoria chinensis.

Les feuilles sont plus ou moins distinctement distiques, non articulées avec le rhizome, à pétiole parcouru par un seul cordon fibrovasculaire en forme de U ou de V en coupe transversale ; le limbe foliaire est une à plusieurs fois penné, rarement simple, anadromique, presque toujours sans indument distinct mais pourvu de poils microscopiques ; les nervures sont pennées ou fourchues, libres ou anastomosées sans nervilles incluses.
Les sores sont situés aux extrémités des nervures, sur une seule nervure ou plus souvent sur une commissure réunissant plusieurs ou même toutes les extrémités des nervures d'une division foliaire ; l'indusie est attachée uniquement par sa base ou en outre par les côtés, s'ouvrant vers la marge. Les sporanges sont à anneau de déhiscence longitudinal et interrompu, à 8 à 23 cellules à parois épaissies ; des paraphyses bi- à pluricellulaires sont présentes, souvent (peut-être toujours) mêlées aux sporanges, en général fugaces. Les spores sont trilètes, tétraédriques ou subsphériques, plus rarement monolètes et réniformes. Les gamétophytes sont cordiformes, connus chez très peu d'espèces.

## Systématique

### Étymologie
Le nom, choisi en 1848 par Moritz Richard Schomburgk, vient du genre type Lindsaea, donné en hommage au chirurgien Jamaïcain John Lindsay (1750–1803), qui fut le premier à décrire la germination des spores de fougères.

### Phylogénie
Pendant plus d'un siècle, ces fougères ont été considérées comme faisant partie des Davalliaceae. Puis à partir du milieu du XXe siècle, elles ont commencé à être transférées dans les Dennstaedtiaceae. Les données moléculaires ont confirmé la nécessité de séparer les Lindsaeaceae dans une famille isolée qui a été proposée en 1970. Les Lindsaeaceae sont considérées comme l'une des familles les plus basales de l'ordre des Polypodiales. Une hypothèse illustrant les relations au sein de l'ordre est illustrée dans le cladogramme suivant :
|  | Cystodiaceae                                                    |
|  |                                                                 |
|  | \| \| Lonchitidaceae \| \| \| \| \| \| Lindsaeaceae \| \| \| \| |
|  |                                                                 |
|  | Lonchitidaceae                                                  |
|  |                                                                 |
|  | Lindsaeaceae                                                    |
|  |                                                                 |

|  | Lonchitidaceae |
|  |                |
|  | Lindsaeaceae   |
|  |                |

|  | Cystodiaceae                                                    |
|  |                                                                 |
|  | \| \| Lonchitidaceae \| \| \| \| \| \| Lindsaeaceae \| \| \| \| |
|  |                                                                 |
|  | Lonchitidaceae                                                  |
|  |                                                                 |
|  | Lindsaeaceae                                                    |
|  |                                                                 |

|  | Lonchitidaceae |
|  |                |
|  | Lindsaeaceae   |
|  |                |

|  | Cystodiaceae                                                    |
|  |                                                                 |
|  | \| \| Lonchitidaceae \| \| \| \| \| \| Lindsaeaceae \| \| \| \| |
|  |                                                                 |
|  | Lonchitidaceae                                                  |
|  |                                                                 |
|  | Lindsaeaceae                                                    |
|  |                                                                 |

|  | Lonchitidaceae |
|  |                |
|  | Lindsaeaceae   |
|  |                |

|  | Cystodiaceae                                                    |
|  |                                                                 |
|  | \| \| Lonchitidaceae \| \| \| \| \| \| Lindsaeaceae \| \| \| \| |
|  |                                                                 |
|  | Lonchitidaceae                                                  |
|  |                                                                 |
|  | Lindsaeaceae                                                    |
|  |                                                                 |

|  | Lonchitidaceae |
|  |                |
|  | Lindsaeaceae   |
|  |                |

### Liste des genres
Selon la World Flora Online (WFO) (13 février 2022) :
- Lindsaea Dryand. ex Sm.
- Odontoloma
- Odontosoria Fée
- Ormoloma Maxon
- Osmolindsaea (K.U. Kramer) Lehtonen & Christenh.
- Sphenomeris Maxon
- Stenoloma
- Tapeinidium (C. Presl) C. Chr.
- Xyropteris Kramer

Selon GBIF (13 février 2022) :
- Anisosorus Trevisan, 1851
- Antiosorus Roemer, 1882
- Compteris
- Dennastra E.McIver & J.F.Basinger, 1993
- Dennstaedtia Bernh.
- Filix-foemina Hill, 1755
- Histiopteris J.Agardh
- Hymenotomia Gaudich., 1829
- Leptolepia Mettenius.
- Leptolepia Prantl
- Lindsaea Dryand.
- Lindsaea Dryand. ex Sm.
- Lindsaea Pic.Serm.
- Lindsaeosoria W.H.Wagner
- Lindsaynium Fée, 1852
- Linsaea Sw., 1802
- Lonchitis Kummerle
- Microlepia K.B.Presl, 1836
- Microlepiopsis Serbet & Rothwell, 2003
- Nesolindsaea Lehtonen & Christenh.
- Odontosoria (C.Presl) Fée
- Osmolindsaea (K.U.Kramer) Lehtonen & Christenh.
- Paesia St.
- Pteridium Gleditsch
- Sitolobium J.Sm., 1841
- Sphenomeris Maxon
- Symphlebium Fée, 1852
- Tapeinidium (C.Presl) C.Chr.
- Xyropteris K.U.Kramer